# Folke Tyrén
Folke Einar Tyrén, född den 26 oktober 1907 i Borås, död där den 23 november 1972, var en svensk fysiker och skolman. Han var bror till Helge Tyrén.
Tyrén  avlade filosofisk ämbetsexamen 1932 vid Uppsala universitet och filosofie licentiatexamen där 1937 samt promoverades till filosofie doktor där 1940. Han var vikarierande lektor 1940–1943 och lektor i matematik och fysik vid Högre tekniska läroverket i Borås från 1944, med avbrott för tjänstgöring som laborator vid Chalmers tekniska högskola 1948. Bland Tyréns skrifter märks Precision measurements of soft X-rays with concave grating (doktorsavhandling 1940). Han blev riddare av Nordstjärneorden 1959. Tyrén vilar på Sankta Birgittas griftegård i Borås.